# Balod
Balod é uma cidade e uma nagar panchayat no distrito de Durg, no estado indiano de Chhattisgarh.

## Geografia
Balod está localizada a 20° 44′ N, 81° 12′ L. Tem uma altitude média de 324 metros (1062 pés).

## Demografia
Segundo o censo de 2001, Balod tinha uma população de 21 044 habitantes. Os indivíduos do sexo masculino constituem 51% da população e os do sexo feminino 49%. Balod tem uma taxa de literacia de 73%, superior à média nacional de 59,5%; com 56% para o sexo masculino e 44% para o sexo feminino. 13% da população está abaixo dos 6 anos de idade.